# Imelda, Zamboanga Sibugay
Imelda (Bayan ng Imelda) är en kommun i Filippinerna. Kommunen ligger på ön Mindanao, och tillhör provinsen Zamboanga Sibugay. Folkmängden uppgår till 21 534 invånare.

## Barangayer
Imelda delas in i 18 barangayer.
| - Balugo - Balungisan - Baluyan - Cana-an - Dumpoc - Gandiangan - Israel (Balian Israel) - La Victoria - Little Baguio (Lower and Upper) | - Baluran (Lower and Upper) - Lumbog - Lumpanac - Little Baguio Mali (Lower and Upper) - Poblacion (Santa Fe) - Pulawan (Mt. View) - San Jose - Santa Barbara |